# Salar de Arizaro

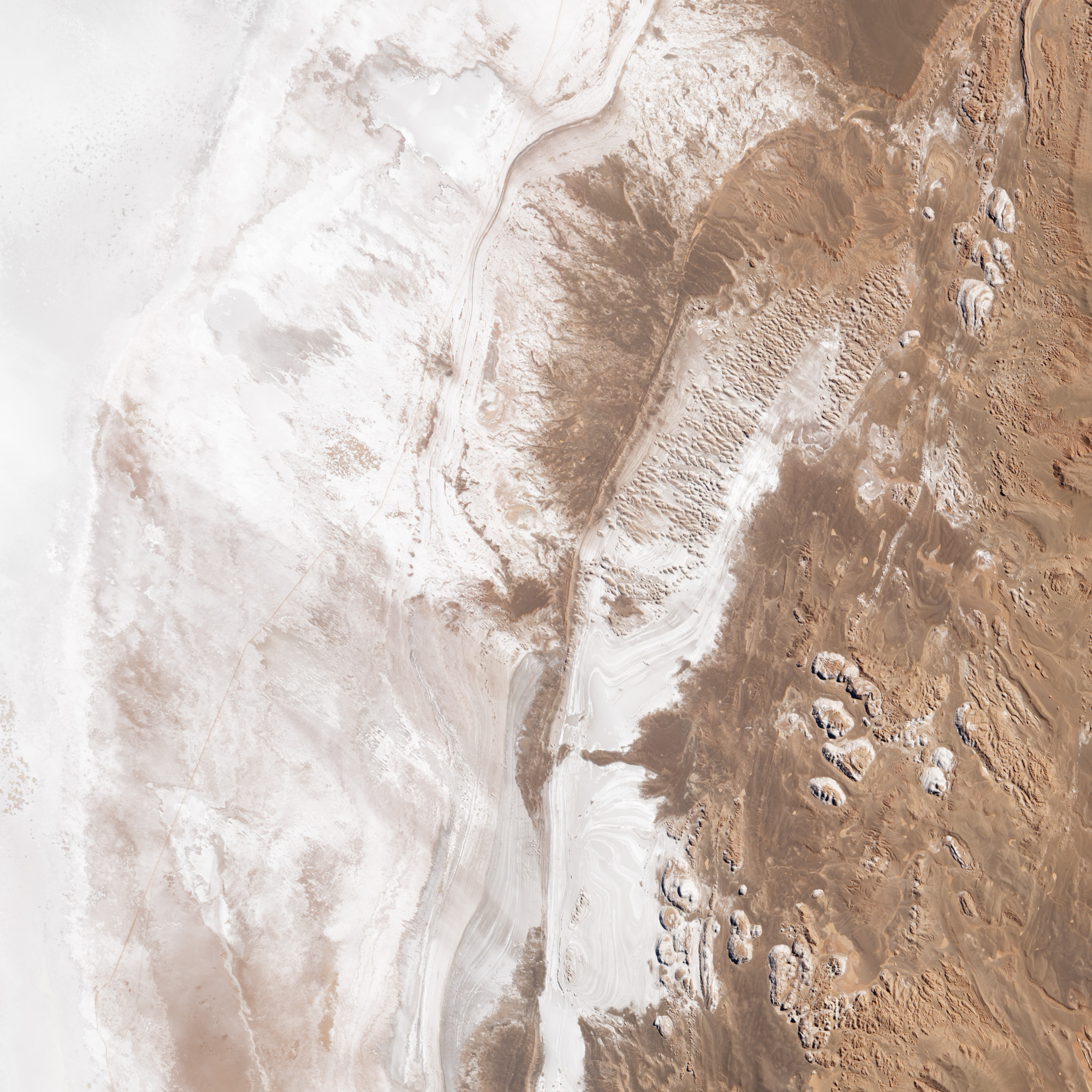
Salar de Arizaro

Salar de Arizaro (hiszp. salar de Arizaro) – rozległe solnisko w Andach Środkowych, położone na płaskowyżu Puna de Atacama, który znajduje się w północno-zachodniej części Argentyny. 
Salar de Arizaro położone jest na wysokości 3600 m n.p.m., zajmuje powierzchnię ok. 4 400 km². Na jego powierzchni znajdują się liczne osady soli kamiennej i siarczanów oraz węglanów.